# 平野勝之
平野 勝之（ひらの かつゆき、1964年- ）は日本の映画監督、AV監督。元漫画家。静岡県浜松市出身。

## 人物
- アマチュア時代より8mmを中心とした映像作品を取り続けており、ぴあフィルムフェスティバルの常連監督だった。
- 最後の8mm作品『雷魚』制作後、上京。しかし、あらゆる企画が通らず、明日の飯にも困る日々が続く。コンビニエンスストアでおにぎりを万引きしてしのいだ事もある。
- 漫画家として活動していた時期もあり、作品集『ゲバルト人魚』が洋泉社から刊行されている。
- 自主映画時代の友人・小坂井徹の伝手で、アダルトビデオ制作会社「シネマユニット・ガス」にて、初のアダルトビデオ作品『由美香の発情期』を監督。撮影終了直後は、「傑作が撮れた!!」と思っていたが、落ち着いて編集してみると、「何てヒドい作品を作ってしまったんだ…」と落胆する。「このままでは（AVを）終われない！」と、正式にシネマユニット・ガスに入社し、社員監督となる。
- その後、『水戸拷悶』『ザ・タブー』といった、ヌケないがひたすらに面白い傑作ドキュメンタリーAVを数多く監督する。
- 2004年、シネマユニット・ガスを退社し、フリーランスとなる。
- AV『わくわく不倫旅行』シリーズを再編集し、映画館で劇場公開され、数々の評価を経たことにより、映画監督としての認知も高い。
- 単体AV女優林由美香（2005年死去）と不倫関係にあった。
- 2011年に、林由美香の死と自分を題材とした映画作品『監督失格』を監督し同年9月に公開。なおこの作品はアニメ監督・庵野秀明の初の実写映画プロデュース作であり、音楽は矢野顕子が担当している。
- 起用するAV女優には、自分に向かってくる、仕事を越えて自分を見てくれる、真剣な思いを要求する傾向があり、その思いは時にAV女優を追い込み、監督としての鬼畜ぶり、作品を「暴走」させてしまうことがある。
- 自転車旅行を題材とした「自転車三部作」で知られ、厳冬期の北海道を自ら走って撮影した『白 THE WHITE』をベルリン国際映画祭に出品している。

## 主な監督作品

### 映画
- 『ホタル』（1984年/8mm）ぴあフィルムフェスティバル一次審査通過
- 『狂った触角』（1984年/8mm）ぴあフィルムフェスティバル入選（ほしのあきら推薦）
- 『人間らっこ対かっぱ』（1985年/8mm）ぴあフィルムフェスティバル一次審査通過
- 『砂山銀座』（1985年/8mm）ぴあフィルムフェスティバル入選（かわなかのぶひろ推薦）

この作品の審査を巡って、かわなかのぶひろと長谷川和彦が殴り合いのケンカにまで発展した。
- 『愛の街角2丁目3番地』（1986年/8mm）ぴあフィルムフェスティバル入選（大島渚推薦）、同映画祭観客賞

大友克洋の同名短編を原作とはしているものの、内容は全く別のものとなっている。完成後、大友克洋に見せた所、エンドクレジットで「原作：大友克洋」と出た時に本人は笑っていた。
- 『銀河自転車の夜』（1986年/8mm）イメージフォーラムフェスティバル一次審査通過
- 『雷魚』（1989年/8mm）イメージフォーラムフェスティバル審査員特別賞
- 『自転車不倫野宿ツアー　由美香』（1997年）
  - 林由美香との不倫旅行。
  - アダルトビデオ版は『東京～礼文島41日間　自転車ツーリングドキュメント　わくわく不倫旅行　200発もやっちゃった！』
  - 『由美香 コレクターズ・エディション』（DVD; 2006年; ASIN B000JMJX6Q)
  - 『由美香』（DVD; 2012年; ASIN B007PL88DI)
- 『流れ者図鑑　さまよえる全ての人々へ』（1998年）
- 『白 THE WHITE』（1999年）
- 『監督失格』（2011年; ASIN B006L0JYU0, ASIN B006L0BEOO）
  - 林由美香 を題材に扱った作品
- 『青春100キロ』（2016年）[1]

### アダルトビデオ
- 『水戸拷悶 ～大江戸ひきまわし～』（V&R・1992-05-21）
- 『ザ・タブー 恋人たち』（V&R・1993-03-28）
- 『ザ・ガマン しごけ！AV女優』（V&R・1993-09-24）
- 『21歳　みたされない隙間の時』～第3話「AVギャル藤香澄・21歳」編（V&R・1994-02-21）
- 『アンチSEXフレンド募集ビデオ』（V&R・1994-05-27）
- 『ザ・きもだめし 飛んで火にいるAVギャル』（V&R・1994-08-11）
- 『アンチ素人奥さん出演ビデオ』（V&R・1994-10-16）
- 『わくわく不倫講座 楽しい不倫のススメ』（V&R・1995-03-24）
- 『How to ドキュメント わくわく痴漢講座　指責めの極意』（V&R・1995-10-21）
- 『SEXレポート No.1 美人キャスターの性癖』（V&R・1995-11-24）
- 『ちょっとHなツアーコンダクター 私を天国に連れてって･･･』（V&R・1996-05-21）
- 『東京～礼文島41日間　自転車ツーリングドキュメント　わくわく不倫旅行　200発もやっちゃった！』（V&R・1997-01-21）
  - 映画版（別題）：『自転車不倫野宿ツアー　由美香』
- 『水戸拷悶 不完全版』（V&R・1997-05-26）
- 『東京～北海道 47日間男と女のガチンコ勝負　わくわく不倫旅行2　自転車ロードFUCKING！』（V&R・1998-07-24）別題．流れ者図鑑　さまよえる全ての人々へ
- 『HOW TO ドキュメント わくわく痴漢講座　神様の奥義』（V&R・1998-08-12）
- 『プライバシーゼロ 秘密ライフ』（h.m.p・2000-08）
- 『わくわく痴漢講座 痴漢されたい女たち』（V&R・2000-10-21）
- 『秘め撮り奥さま倶楽部』（V&R・2001-02-27）
- 『Fカップふたり旅…欲情温泉 北へ！FUCK淫乱旅』（h.m.p・2001-06-30）
- 『セックスフレンズ 釈八恵』（V&R・2001-07-18）
- 『憧れのフェロモンお姉さま！』（h.m.p・2001-07）
- 『素敵なアウトドア・ファッキング!』（h.m.p・2001-09）
- 『プロジェクトSEX3 男に貢いで泥沼になった女たち総決算』（V&R・2001-10-24）
- 『メイク・ラブ 結城杏奈』（九鬼・2002-01-25）
- 『人妻三昧 2』（h.m.p・2002-02-26）
- 『素人参加募集ビデオ　桜井風香としてみませんか？』（V&R・2002-02-27）
- 『秘図妻 畑中舞子』（JHV・2002-05-24・JHV）
- 『進め!オ○○コ隊!!』（h.m.p・2002-08-21）
- 『ナマ出し青空FUCK!』（V&R・2002-12-24）
- 『淫らな唇で犯してあげる。』（JHV・2003-04-11）
- 『プロジェクトSEX 悪徳プロダクションの巧妙テクニック』（V&R・2003-04-18）
- 『淫乱カップル北へ… 蒼吹雪』（九鬼・2003-05-24）
- 『プロジェクトSEX2 ヤミで蠢く淫らな肉奴隷たち』（V&R・2003-07-18）
- 『人妻。それぞれの言い訳。2』～共同監督：カンパニー松尾（グローバルメディアエンタテインメント・2005-12-07）
- 『同棲中の彼氏が出掛けたスキに自宅でハメれるか!?』（甲斐正明事務所・2006-03-04）
- 『浮気拘束 露出拘束×生ハメ熟女』（ドリームチケット・2006-05-03）
- 『悪徳AVプロダクション』（ナチュラルハイ・2006-10-19）

## 著書
- ゲバルト人魚―作品集（1994年、洋泉社）
- 自転車不倫野宿ツアー―「由美香」撮影日記 （1997年、太田出版）
- 旅用自転車　ランドナー読本（2010年、山と渓谷社）
- 旧型自転車主義 クラシックバイシクルスタイル（2012年、山と渓谷社）
- 「監督失格」まで: 映画監督・平野勝之の軌跡（2013年、ポット出版）

### アンソロジー収録
- 影食い峠（2014年4月、「怪談実話 FKB 饗宴6」収録、竹書房文庫）